# Lijst van spelers van Kalmar FF
Deze lijst omvat voetballers die bij de Zweedse voetbalclub Kalmar FF spelen of gespeeld hebben. De spelers zijn alfabetisch gerangschikt.

## A
- Lumala Abdu
- Samuel Adrian
- Viktor Agardius
- Alexander Ahl-Holmström
- Muktar Ahmed
- Chima Akas
- Stefan Ålander
- Fidan Aliti
- Sebastian Andersson
- Sune Andersson
- Tobias Andersson
- Marcus Andreasson
- Henri Anier
- Marcus Antonsson
- Paulus Arajuuri
- Ari
- Gbenga Arokoyo
- Johan Arvidsson
- Torbjörn Arvidsson
- Jimmie Augustsson
- Zlatan Azinovic

## B
- Victor Backman
- Yannick Bapupa
- Milan Barjaktarevic
- Christofer Bengtsson
- Moustafa Benshi
- Oliver Berg
- Douglas Bergqvist
- Etrit Berisha
- Johan Bertilsson
- Marko Biskupović
- Isak Bjerkebo
- Jon Björklund
- Mikael Blomberg
- Hampus Bohman
- Samuel Brolin
- Ken Burwall

## C
- Tobias Carlsson
- Giga Chkheidze
- Lars Cramer
- Edvin Crona

## D
- Abiola Dauda
- Arvin Davoudi-Kia
- Dedé
- Papa Alioune Diouf
- Nenad Djordjevic
- Alban Dragusha
- Dudu
- Mikael Dyrestam

## E
- Adrian Edqvist
- Mahmoud Eid
- Mikael Eklund
- Moestafa El Kabir
- David Elm
- Rasmus Elm
- Viktor Elm
- Pär Ericsson
- Tobias Eriksson
- Johnny Erlandsson

## F
- Fábio
- Kristoffer Fagercrantz
- Sebastian Feddersen
- Erton Fejzullahu
- Jonas Fried
- Ricardo Friedrich
- Nils Fröling

## G
- Alex Gersbach
- Givaldo Oliveira
- Carl Gustafsson
- Robert Gojani
- Archford Gutu

## H
- Lucas Hägg Johansson
- John Håkansson
- Herman Hallberg
- Melker Hallberg
- Shpetim Hasani
- Adam Hellborg
- Philip Hellquist
- Geir André Herrem
- Hiago
- Lennart Holmqvist
- Bjørnar Holmvik
- Tor Øyvind Hovda
- Christer Hult
- Deniz Hümmet

## I
- Svante Ingelsson
- Patrik Ingelsten
- Dino Islamovic
- Erik Israelsson

## J
- Jael
- Jajá
- Alexander Jakobsen
- Isak Jansson
- Jan Jansson
- Rony Jansson
- Kevin Jensen
- Bo Johansson
- Carl Johansson
- Lasse Johansson
- Mattias Johansson
- Piotr Johansson

## K
- Niklas Kaldner
- Joakim Karlsson
- Johan Karlsson
- Peter Karlsson
- Jakob Kindberg
- Bengt Kjell
- Adnan Kojic
- Ibrahim Koroma

## L
- Stefan Landberg
- Billy Lansdowne
- Joachim Lantz
- Kim Larsen
- Stefan Larsson
- Leandro
- Liridon Leci
- Ambjörn Lennartsson
- Petter Lennartsson
- Axel Lindahl
- Olle Lindh
- Marcus Lindberg
- Håkan Lindqvist
- Xhevdet Llumnica
- Henrik Löfkvist
- Lourival Assis
- Jan-Åke Lundberg

## M
- Abdussalam Magashy
- Benno Magnusson
- Isak Magnusson
- Anton Maikkula
- Jesper Manns
- Marcus Mårtensson
- Maxwell
- Jonathan McDonald
- Daniel Mendes
- Daniel Mobaeck
- Alex Mortensen
- Arash Motaraghebjafarpour

## N
- Sebastian Nanasi
- Filip Nekmouche
- Nahom Girmai Netabay
- Johan Niklasson
- Peter Nilson
- Dennis Nilsson
- Lucas Nilsson
- Marcus Nilsson
- Peter Nilsson
- Sebastian Nilsson
- Nixon
- Emin Nouri
- Chidiebere Nwakali

## O
- Ludvig Öhman
- Davíð Kristján Ólafsson
- Elias Olsson
- Robin Östlind

## P
- Mattias Pavic
- Pedro
- Christer Persson
- Tony Persson
- Fredrik Petersson
- Daniel Pettersson
- Melvin Platje
- Anatoliy Ponomarev

## R
- York Rafael
- Rafinha
- Mileta Rajovic
- Johan Ramhorn
- Sebastian Ramhorn
- Reinaldo
- Lukas Rhöse
- Jonathan Ring
- Sebastian Ring
- Stefan Rodevåg
- Romário Marques Rodrigues
- Romário Pereira Sipião
- Patrik Rosengren
- Besnik Rustemaj
- Henrik Rydström

## S
- Marcel Sacramento
- Filip Sachpekidis
- Lars Sætra
- Carl Sahlén
- Svante Samuelsson
- Roland Sandberg
- César Santin
- Ricardo Santos
- Noah Shamoun
- Ismael Silva Lima
- Harmeet Singh
- Sasa Sjanic
- Rasmus Sjöstedt
- Jörgen Skjelvik
- Simon Skrabb
- Johann Smith
- Daryl Smylie
- Daniel Sobralense
- Ole Söderberg
- Måns Söderqvist
- Mats Solheim
- Arthur Sorin
- Sebastian Starke Hedlund
- Johan Stenmark
- Robert Stoltz
- Hampus Strömgren
- Thomas Sunesson
- Hafþór Sveinjónsson

## T
- Magnus Tappert
- Thiago Matos
- Thiago Oliveira
- Markus Thorbjörnsson
- Jacob Trenskow

## V
- Vesa Vasara
- Douglas Vieira
- Isak Vidjeskog

## W
- Petter Wastå
- Peter Westberg
- Jonas Wirmola

## Y
- Saku Ylätupa